# Gorom-Gorom
Gorom-Gorom – miasto w północnej Burkinie Faso, stolica prowincji Oudalan. Odbywa się tu cotygodniowy targ, na który zjeżdżają się kupcy z całego kraju i z zagranicy – handlują tu m.in. Tuaregowie, Bella, Fulanie, Songhajowie i inne ludy.
Okolice miasta otaczają wydmy i równiny, na sawannach odbywa się wypas bydła i uprawa roli.